# N-разъем

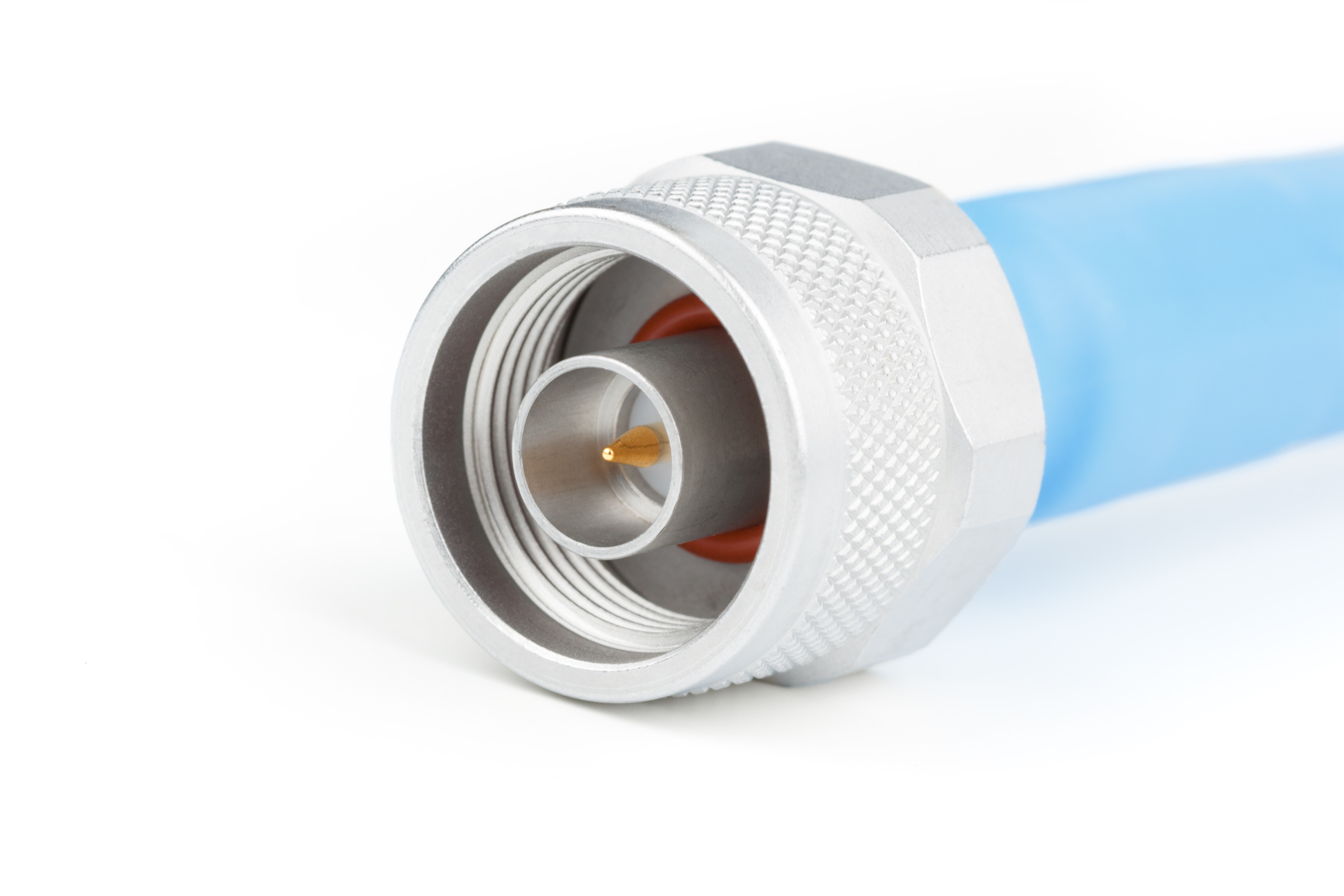
N-разъём (штекер)

N-разъём (разъём типа N или N-коннектор) — коаксиальный радиочастотный разъём, один из первых разъёмов для передачи СВЧ-сигналов. Разработан в 1940 году Полом Нейлом (англ. Paul Neill) из Bell Labs. Буква N символизирует фамилию автора разъёма.

## Устройство
Изначально разъёмы были разработаны для частот до 1 ГГц и использовались в военной аппаратуре, впоследствии они начали использоваться и для частот до 11 ГГц. Более поздние улучшения, сделанные Юлиусом Ботка (англ. Julius Botka) из Hewlett-Packard, позволяют использовать частоты до 18 ГГц. Штекеры для данных разъёмов (разъёмы типа «папа») конструируются для ручного закручивания (существуют версии с шестигранной гайкой) и используют воздух как диэлектрик между контактами, имеет резьбу 5/8-24[уточнить]. Фирма Amphenol предлагает затягивать разъём с усилием 1,7 Н•м, тогда как корпорация Andrew рекомендует прикладывать усилие 2,3 Н•м для версий с гайкой. Поскольку предел крутящего момента зависит только от качества и чистоты резьбы, а основным эксплуатационным требованием является хороший радиочастотный контакт без значительных зазоров, эти значения не следует рассматривать как критически важные.

## Номинальная мощность
Максимальная мощность в N-разъёмах ограничивается распределением воздуха между контактами. Средняя мощность зависит от частоты и ограничивается перегревом центральной жилы, потерями сигнала. Типичные производители новых разъемов дают ограничения в 5000 Вт на частоте 20 МГц и 500 Вт на 2 ГГц.

## Волновое сопротивление

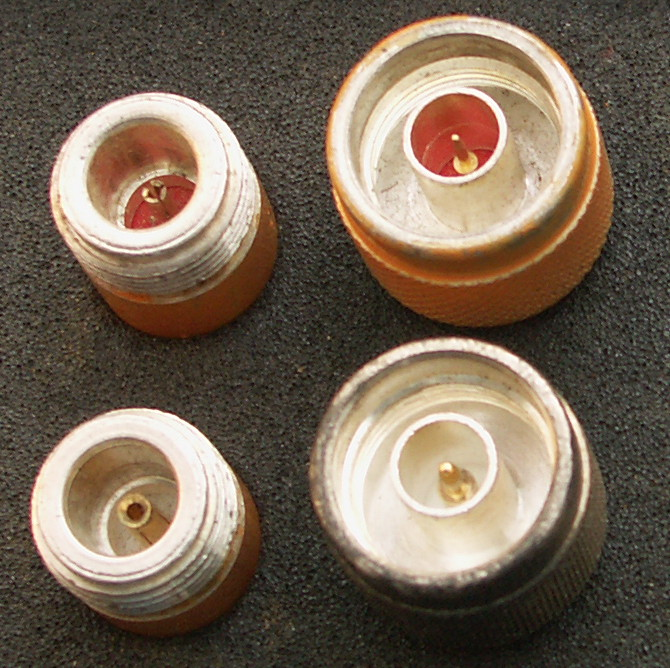
Сравнительное фото между 50Ω (внизу) и 75Ω (вверху) N разъемами.

N-разъёмы соответствуют стандарту MIL-C-39012, и существуют в двух версиях на 50 и 75 Ом. Версия на 50 Ом широко используется в инфраструктуре мобильной связи, беспроводной передаче данных, пейджинговых и сотовых системах связи; версия на 75 Ом используется для кабельного телевидения. Соединение двух типов этих разъёмов может привести к их повреждению, так как они имеют разный радиус центрального контакта. Многие N-разъёмы схожи между собой и могут быть перепутаны.
Разъемы на 50 Ом часто используются для Wi-Fi-антенн на частоте 2,4 ГГц и 5 ГГц.